# كليف دورانت
كليف دورانت (بالإنجليزية: Cliff Durant)‏ هو مهندس أمريكي، ولد في 26 نوفمبر 1890 في فلينت في الولايات المتحدة، وتوفي في 30 أكتوبر 1937.

## روابط خارجية
- كليف دورانت على موقع DriverDB.com (الإنجليزية)